# Frankfurter Tor (Berlins tunnelbana)
Frankfurter Tor är en station i Berlins tunnelbana på linje U5 som ligger under Frankfurter Tor i stadsdelen Friedrichshain, Berlin. Stationen utformades av Alfred Grenander och öppnades 1930. Det är en bytesstation till spårvagn. I framtiden planeras linje U1 att förlängas till denna station. 

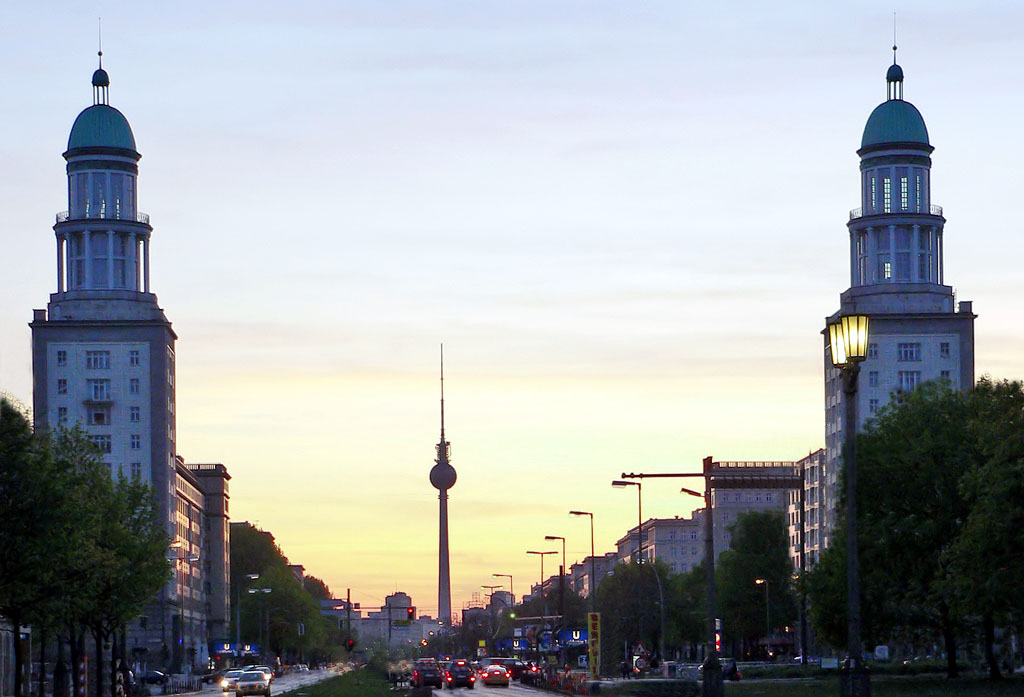
Frankfurter Tor
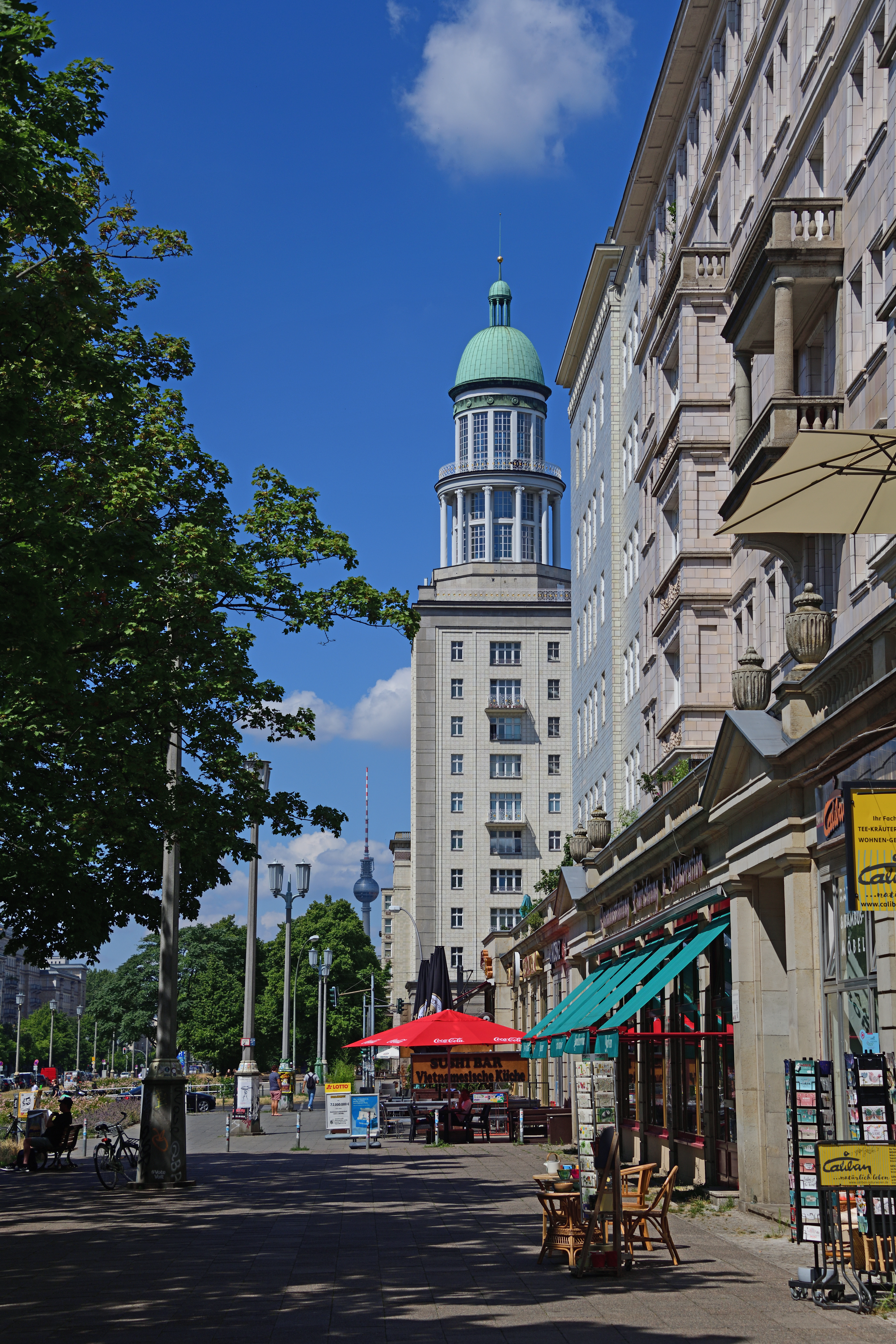
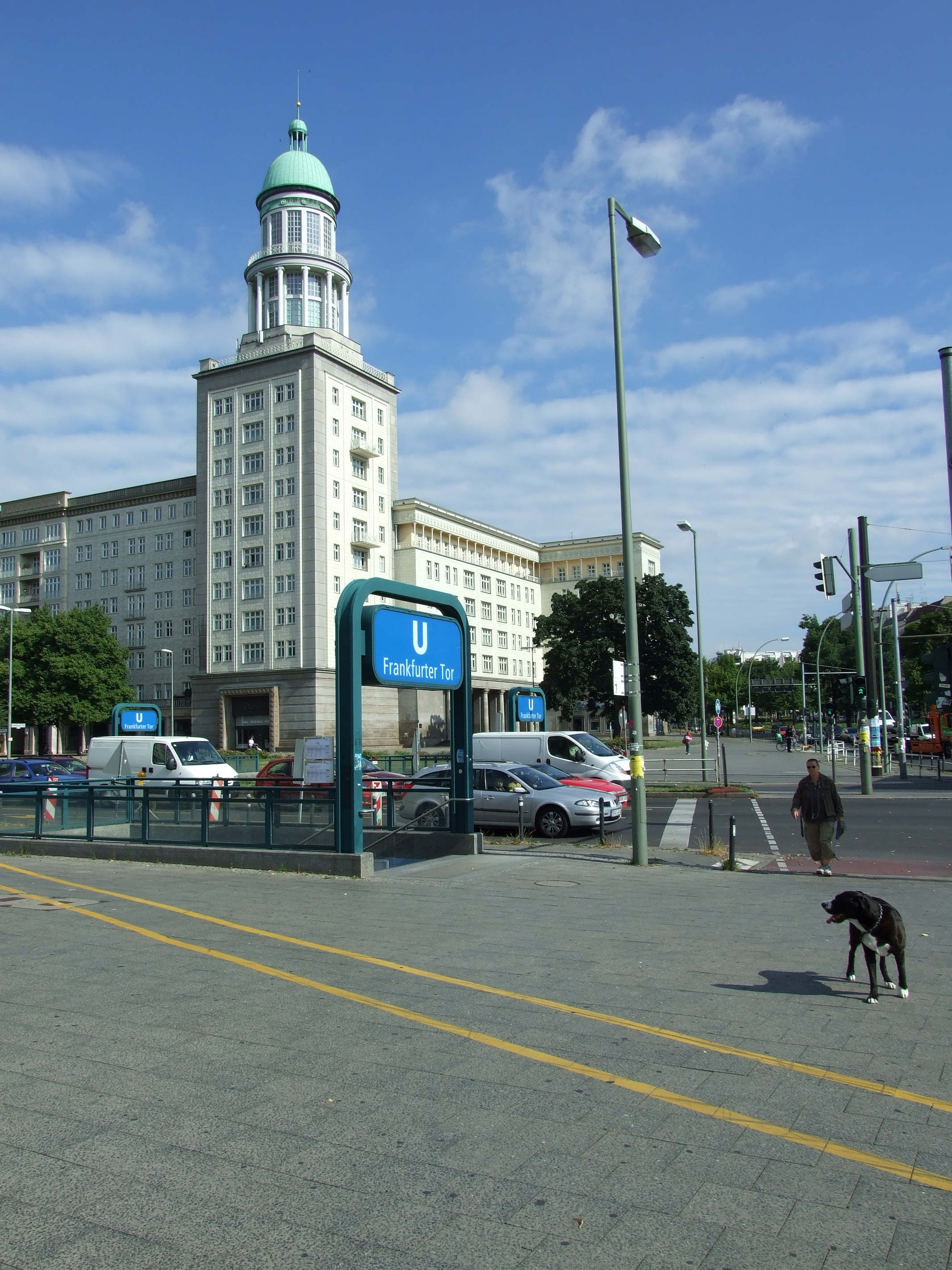
Tunnelbaneentré vid Frankfurter Tor
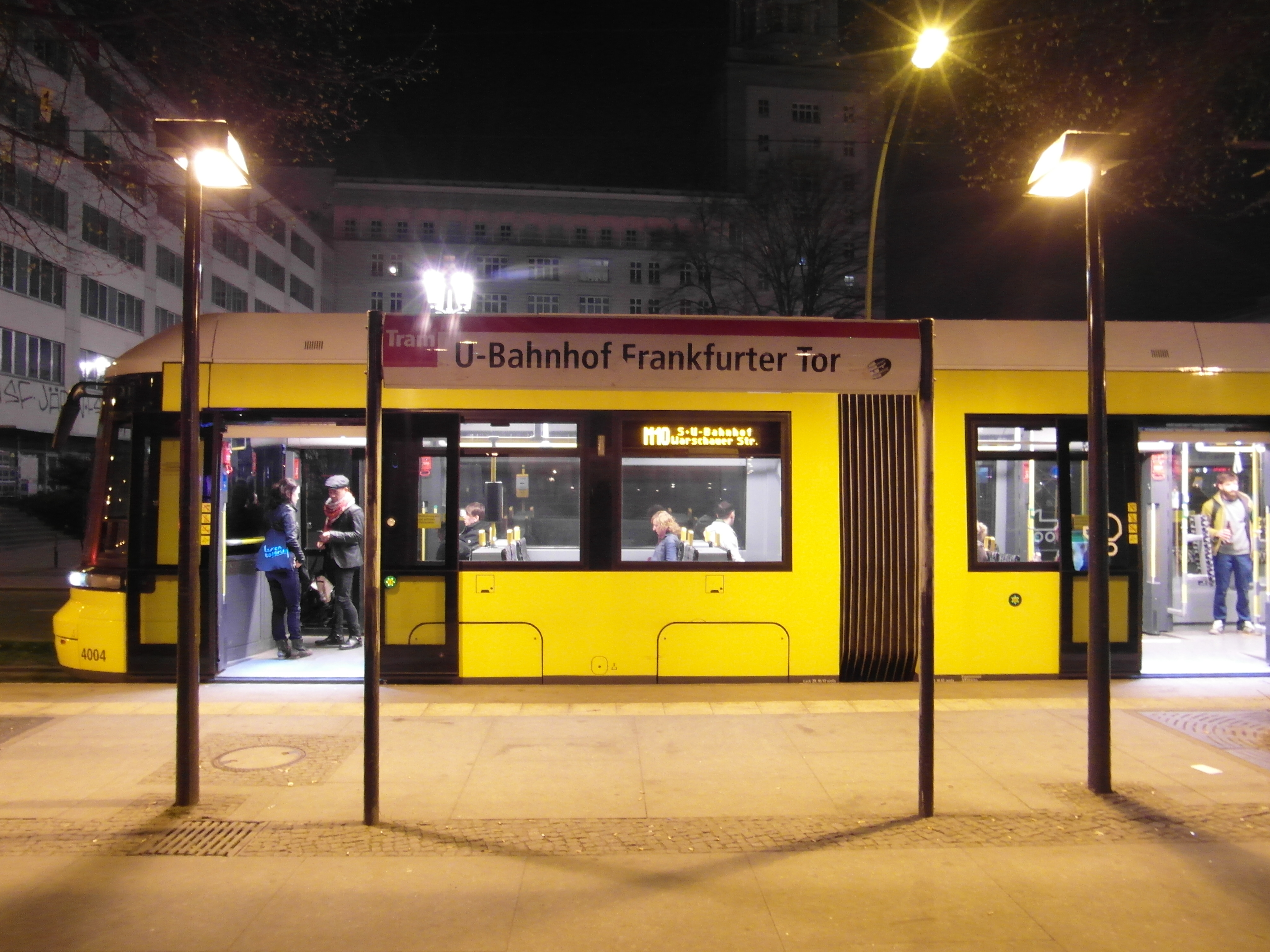
Spårvagnshållplatsen
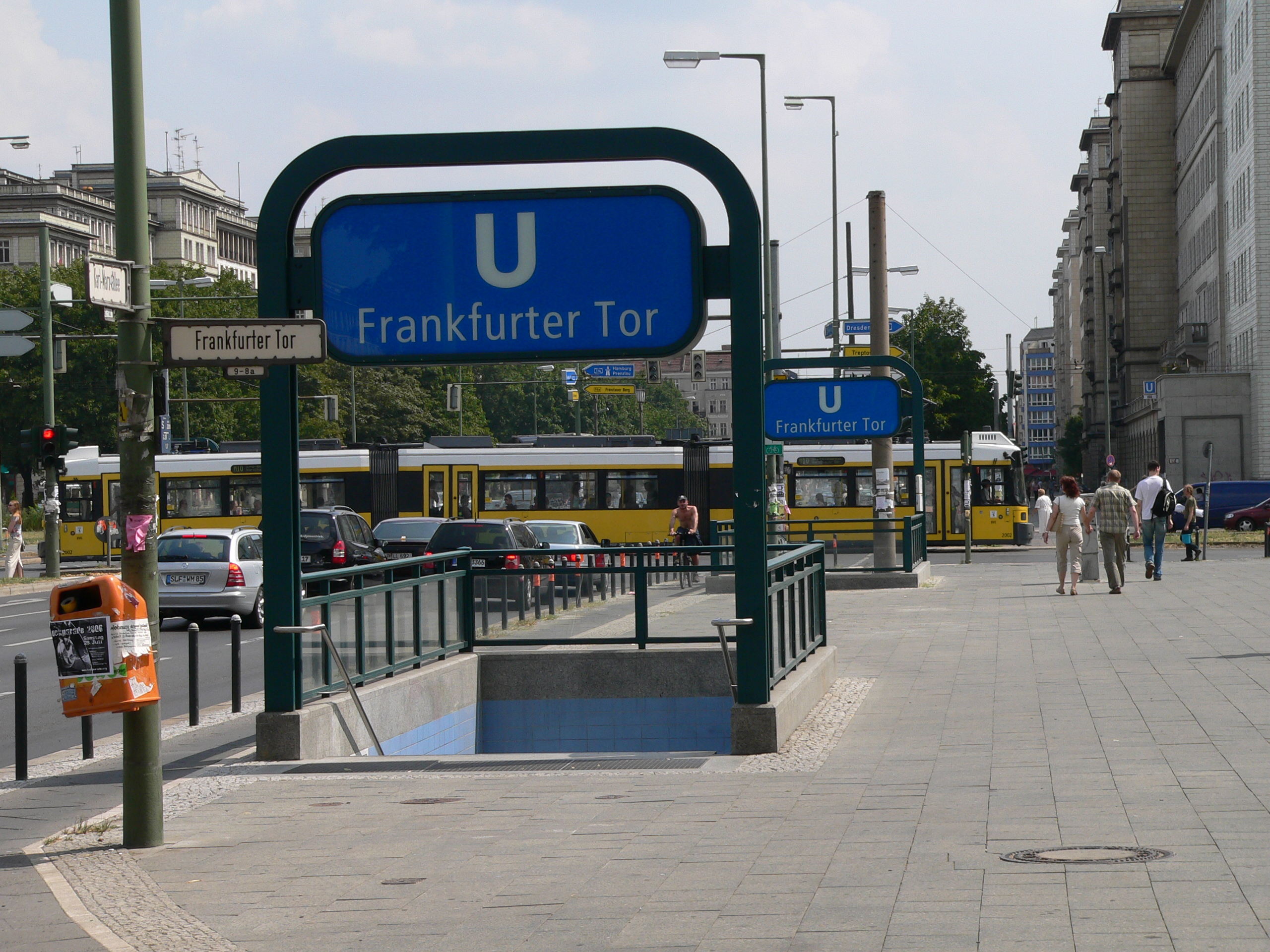
U-Bahnentré med spårvagn
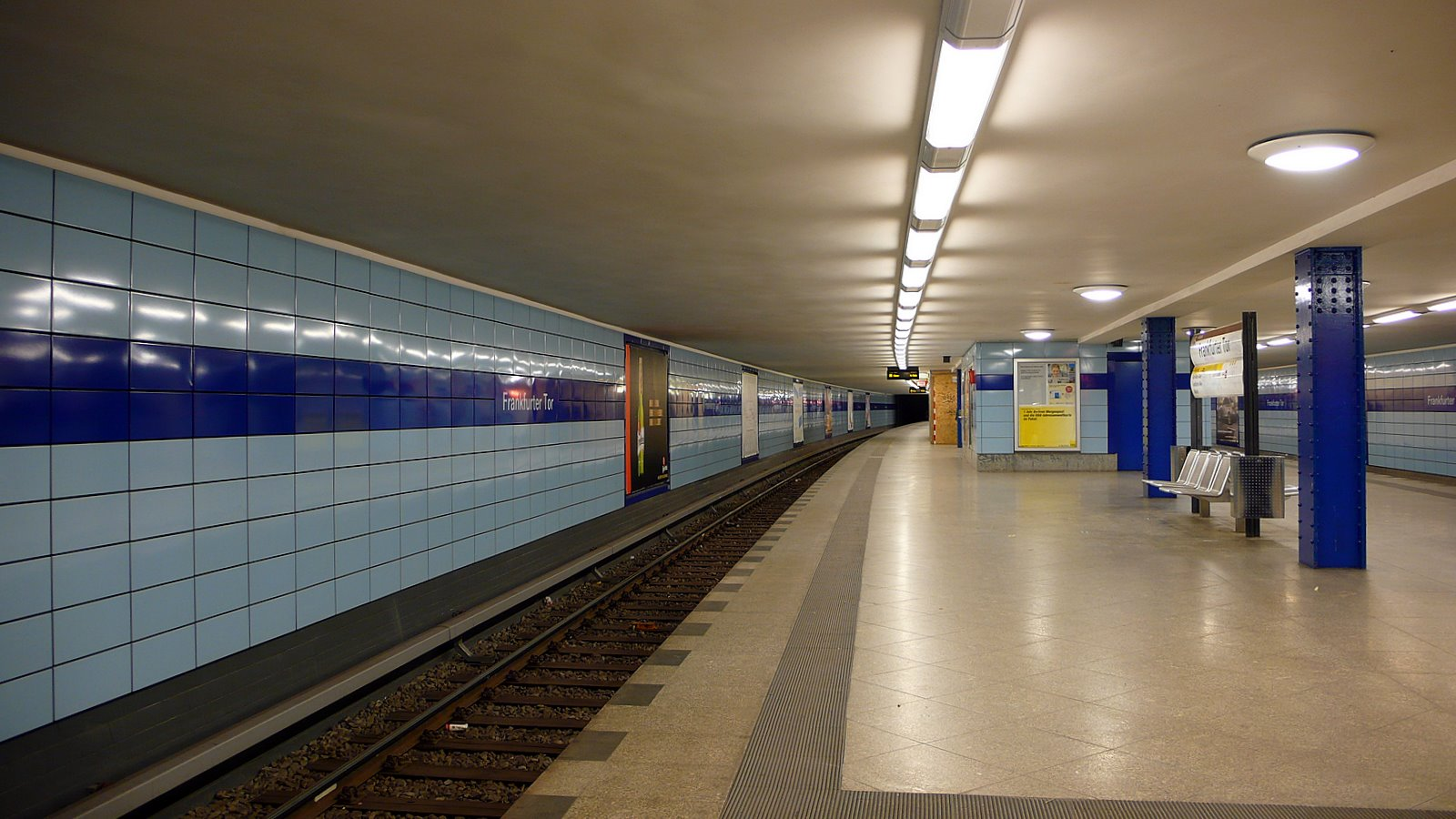
Perrongen